# Master Of Puppets: Remastered
Master Of Puppets: Remastered utkom 2006 och är ett musikalbum som musiktidningen Kerrang släppte för att hylla bandet Metallica och deras 20-årsjubileum av skivan Master of Puppets.

## Låtar/Artister
1. Battery - Machine Head
2. Master Of Puppets - Trivium
3. The Thing That Should Not Be - Mendeed
4. Welcome Home (Sanitarium) - Bullet For My Valentine
5. Disposable Heroes - Chimaira
6. Leper Messiah - Fightstar
7. Orion (instrumental) - Mastodon
8. Damage, Inc. - Funeral For A Friend